# Oxacis pallidicolor
Oxacis pallidicolor is een keversoort uit de familie schijnboktorren (Oedemeridae). De wetenschappelijke naam van de soort is voor het eerst geldig gepubliceerd in 1934 door Pic.